# Ga đài tưởng niệm Tôn Trung Sơn
Đài tưởng niệm Tôn Trung Sơn (tiếng Trung: 國父紀念館; bính âm: Guófù Jìniànguǎn) là ga tàu điện ngầm ở Đài Bắc, Đài Loan thuộc Hệ thống đường sắt đô thị Đài Bắc. Nó được đặt tên theo Đài tưởng niệm Tôn Trung Sơn nằm gần đó.

## Tổng quan ga

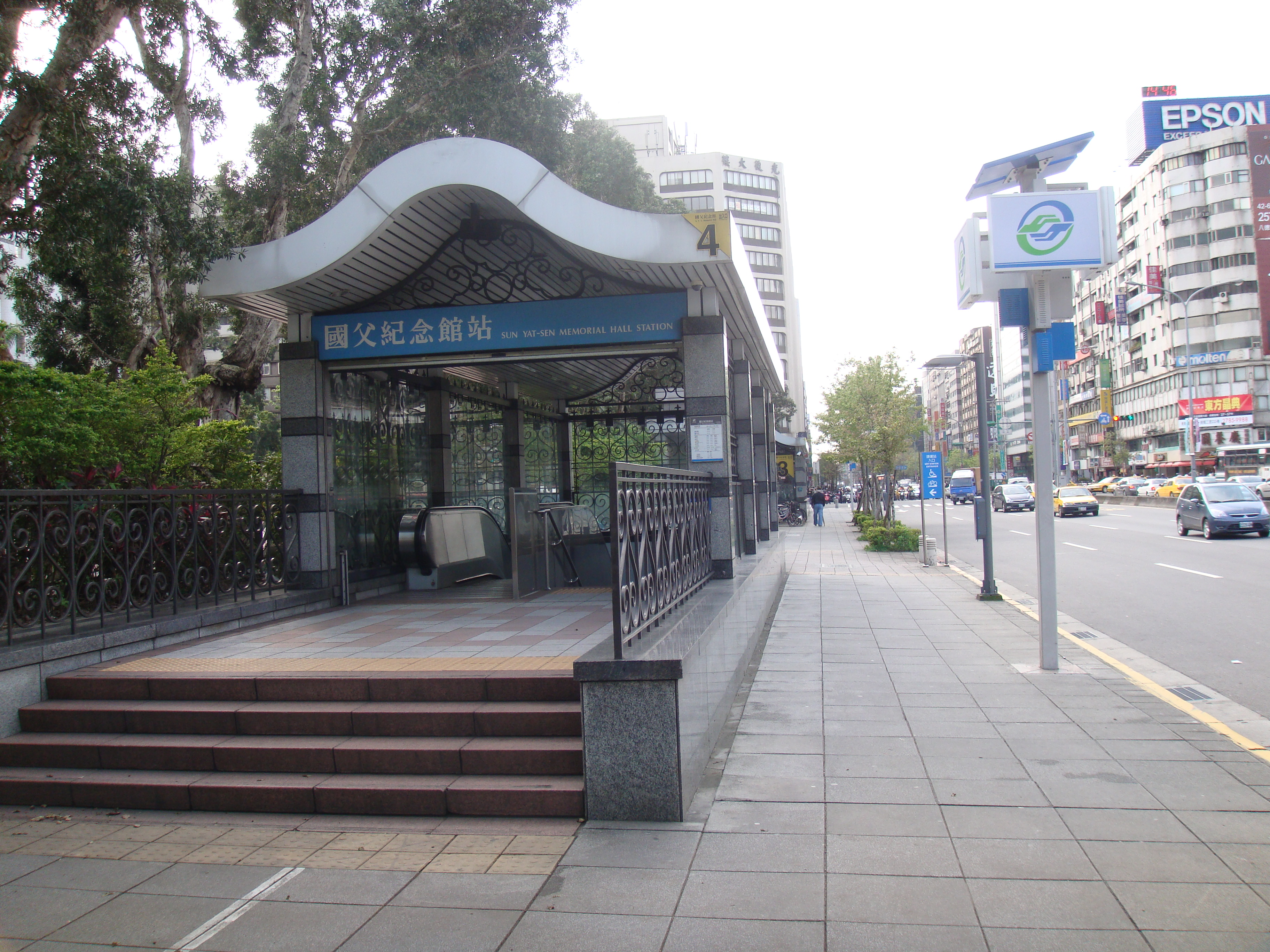
Ga đài tưởng niệm Tôn Trung Sơn lối thoát số 4.

Gồm có hai tầng, nhà ga nằm bên dưới lòng đất bao gồm 1 ke ga và 5 lối thoát. Nó nằm tại giao lộ đường Trung Hiếu (忠孝西路) và đường Quang Phục Nam (光復南路).
Do sự đông đúc trong các lễ hội đầu năm mới, cửa tự động đã được lắp đặt tại nhà ga này.

### Lịch sử
- Ngày 24 tháng 12 năm 1999: Mở cửa dịch vụ đoạn Tòa thị chính Đài Bắc←→Đền Long Sơn.

## Bố trí ga
| Đường đi | Lối ra/vào                      | Lối ra/vào |
| B1       | Hành lang                       | Hành lang, quầy thông tin, máy bán vé tự động, cổng soát vé 1 chiều, nhà vệ sinh (phía Đông, bên ngoài khu vực soát vé gần lối thoát 4) |
| B2       | Ke ga 1                         | ← Tuyến Bản Nam hướng đi Trung tâm Triển lãm Nam Cảng Đài Bắc / Côn Dương (BL18 Tòa thị chính Đài Bắc)                                  |
| B2       | Ke ga, cửa sẽ mở hướng bên trái | |
| B2       | Ke ga 2                         | → Tuyến Bản Nam hướng đi Đỉnh Bộ / Far Eastern Hospital (BL16 Trung Hiếu Đôn Hóa) →                                                     |

### Lối thoát
- Lối thoát 1: Số 327, đường Trung Hiếu đoạn 4
- Lối thoát 2: Số 304, đường Trung Hiếu đoạn 4
- Lối thoát 3: đường Trung Hiếu đoạn 4 và đường Quang Phục Nam
- Lối thoát 4: Số 400, đường Trung Hiếu đoạn 4
- Lối thoát 5: Số 345, đường Trung Hiếu đoạn 4

## Xung quanh nhà ga
- Vườn Văn hóa Thể dục Đài Bắc
- Cục du lịch Đài Loan
- Trưởng tiêu học Quang Phục